# 原求作
原 求作（はら きゅうさく、1954年 - ）は、ロシア文学・語学者、小説家、上智大学教授。
鎌倉市生まれ。1983年東京外国語大学大学院修士課程修了。85年筑波大学技官、86年助手、90年愛知大学教養部助教授、上智大学教授。小説も書く。

## 著書
- ロシア文法の要点 水声社 1996年1月
- ロシア語の体の用法 水声社 1996年10月
- プーシキンの決闘（小説）水声社 1998年7月
- ロシア語の体の用法 練習問題編 水声社 1998年6月
- 大帝の椅子 書下ろし長篇小説 講談社 2000年4月
- ロシア語動詞の構造 水声社 2001年3月
- セルギイ・ラドネシスキイ年代記（小説）水声社 2005年5月
- ロシア語の運動の動詞 水声社 2008年9月
- 共通スラヴ語音韻論概説 水声社 2008年9月
- 皇女タラカーノワ 鳥影社 2012年8月
- キリール文字の誕生-スラヴ文化の礎を作った人たち- ぎょうせい 2014年2月
- 古代教会スラヴ語入門 水声社 2021年8月

## 翻訳
- ラスプーチン / ダグラス・マイルズ 国文社 1996年4月